# 中華民國總統
中華民國總統為中華民國的國家元首，設立於1948年，繼承國民政府主席的職能。依據《中華民國憲法》規定，總統對外代表中華民國，可行使締結條約及宣戰、媾和之權；對內依法公布法律、發布命令，宣布戒嚴，行使大赦、特赦、減刑及復權之權，任免行政院院長等文、武官員以及授與榮典。總統為三軍統帥，統率中華民國國軍。《中華民國憲法增修條文》規定總統得經行政院會議之決議發布緊急命令，以及當立法院通過對行政院院長之不信任案時，在諮詢立法院院長後宣告解散立法院。此外，因應行使職權需要，設總統府為幕僚機關、國家安全會議為諮詢機關。
中華民國總統由中華民國自由地區人民直接選舉，任期為四年，連選得連任一次。總統的備位者為副總統，兩職位以單一選舉產生、並且任期同步。《中華民國憲法》原始條文規定，總統由國民大會間接選舉，任期為六年，連選得連任一次；後於1992年憲法第二次增修改為現制，自1996年起至今，已實施八次直選。中華民國現任總統為民主進步黨籍的賴清德，於2024年5月20日就任。

## 沿革

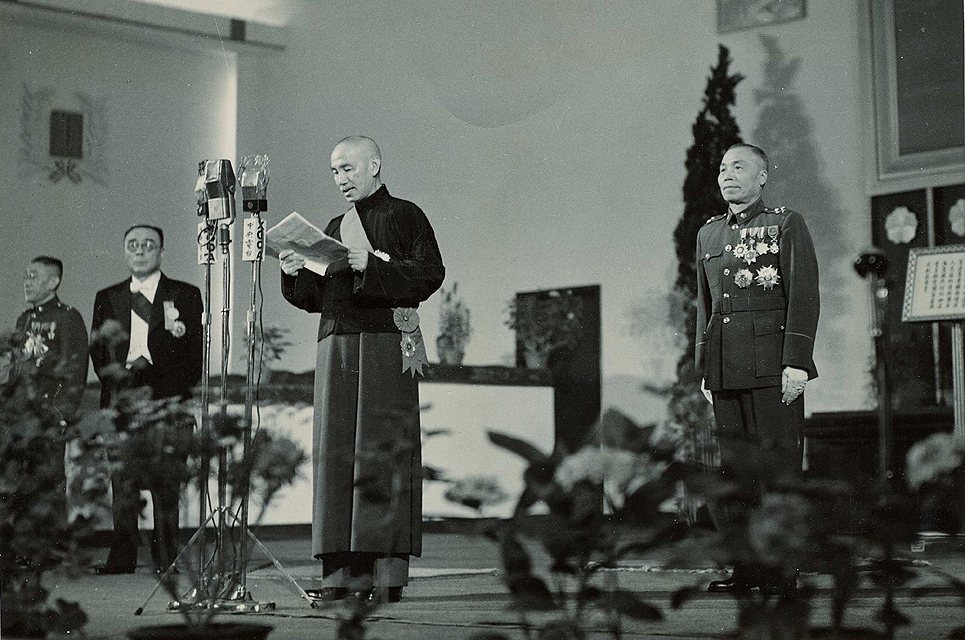
1948年，蔣中正（左三）就任為首任中華民國總統

1947年（民國36年）12月25日，中國在第二次國共內戰期間正式「行憲」，國民政府依《中華民國憲法》（通稱《憲法》）規定改組為中華民國政府、中華民國總統一職取代國民政府主席為中華民國之國家元首，同時設中華民國副總統為備位元首，並置總統府為總統行使職權所需之機構。國民大會依《憲法》規定於1948年4月舉行首任總統及副總統選舉（總統及副總統分開選舉），由時任國民政府主席、中國國民黨籍的蔣中正當選為總統（副總統為同黨籍的李宗仁）。1948年5月20日，蔣中正就任為首任中華民國總統:35。
1948年4月，第一屆國民大會第一次會議於南京召開，會中通過《動員戡亂時期臨時條款》（通稱《臨時條款》），擴大總統權力，並規定有效期為兩年半。1949年12月，在內戰情勢對政府漸趨不利之下，行政院召開緊急會議，決定疏遷中央政府至臺北。1954年2月，第一屆國民大會第二次會議於臺北召開；3月11日，在第二次會議第七次大會上，代表一致決議《臨時條款》繼續有效。此後，國民大會又對條款做出四次修訂，修訂內容包括凍結《憲法》對於總統連任之限制以及授權總統設立動員戡亂機構等。1989年7月，國民大會決定第五次修訂《臨時條款》；但因修訂內容將使國大職權進一步擴大，引起立法院及民間輿論之不滿。1990年3月，國立臺灣大學等各校學生發起野百合學運，提出「廢除臨時條款」和「召開國是會議」等訴求:35. 83。1990年5月，甫就任第八任總統的李登輝（國民黨籍）在總統就職記者會上表示，計畫召開國是會議，並在一年內終止動員戡亂，並廢止《臨時條款》，回歸正常憲政體制；1991年4月，第一屆國民大會第二次臨時會於臺北召開，會中通過廢止《臨時條款》之提案；李乃依照國民大會表決結果，於1991年5月1日正式廢止《臨時條款》，動員戡亂時期遂告結束。
除廢止《臨時條款》外，李登輝在總統任內還主導制定了《中華民國憲法增修條文》（通稱《憲法增修條文》），在不變更原有憲法架構的原則下，修改、凍結部分《憲法》條文。自1991年第一屆國民大會第二次臨時會首次修憲至今，共進行了七次修憲；修憲後，總統及副總統由分開參選投票改為組合參選，選舉方式由國民大會間接選舉制改為人民直選，任期由原本的六年改為四年，同時賦予總統無須依《緊急命令法》發布緊急命令之權，以及任命行政院院長時不需經立法院同意等。1996年，李登輝搭檔同黨籍的連戰於第九任總統選舉中當選為首任全民直選之總統。在2000年舉行的第十任總統選舉中，由民主進步黨（通稱民進黨）提名的陳水扁（副總統搭檔為同黨籍的呂秀蓮）當選總統，終結國民黨自1948年「行憲」以來的長期執政，是為中華民國行憲後首次政黨輪替；此後，國民黨籍的馬英九跟民進黨籍的蔡英文又分別於2008年及2016年當選總統，實行政黨輪替。截至目前為止，中華民國自行憲以後共歷經三次政黨輪替。

## 職位更迭

### 選舉
依據《憲法》、《憲法增修條文》及《總統副總統選舉罷免法》規定，中華民國總統由全體年滿20歲、未受監護宣告、現或曾於中華民國自由地區繼續居住六個月以上的自由地區人民以普通、平等、直接及無記名投票選舉選出，以中華民國自由地區為選舉區；曾設籍15年以上且年滿40歲者，並得登記為中華民國總統候選人，惟回復中華民國國籍或因歸化取得中華民國國籍者不得登記。總統候選人在登記參加選舉時，應跟副總統候選人聯名登記，且應獲政黨推薦或連署人連署。
中華民國總統選舉之主管機關為中央選舉委員會（簡稱中選會），總統候選人之競選活動期間為28日。中華民國總統選舉採相對多數決，候選人中得票最多之一組即告當選，當得票相同時將於投票日起30日內進行重選；在只有一組候選人登記參選（即同額選舉）的情況下，其得票數須達選舉人總數20%以上始為當選，否則將於投票日起三個月內進行重選。
最近一次中華民國總統選舉於2024年1月13日舉行，由民進黨籍候選人賴清德勝出。

### 就職

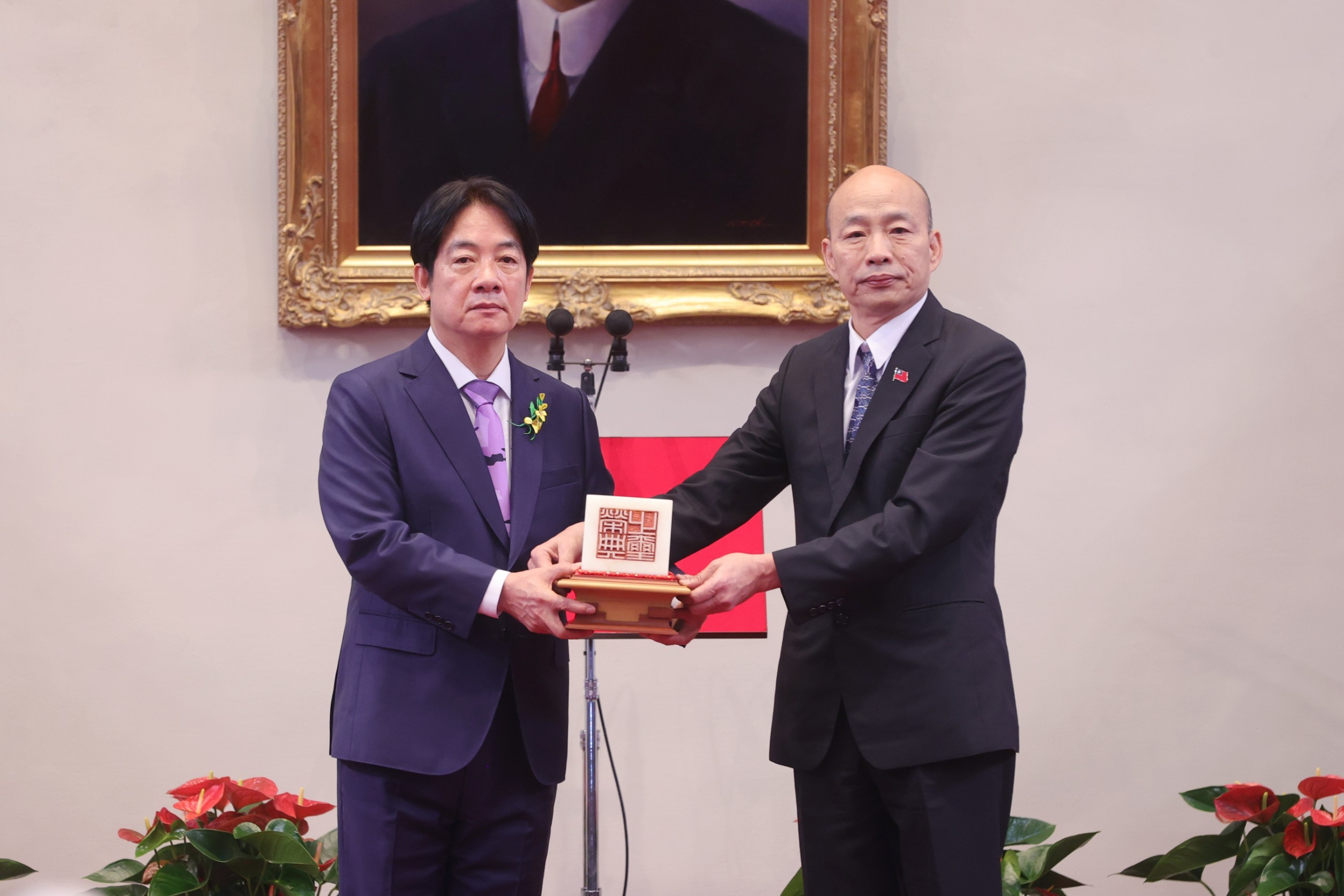
2024年，賴清德就任為中華民國第16任總統，由時任立法院院長韓國瑜授與國璽之一「榮典之璽」

依據《憲法》第48條及《總統副總統宣誓條例》規定，總統應進行就職宣誓（由大法官會議主席即司法院院長監誓）方得就任，誓詞如下：：
| “ | 余謹以至誠，向全國人民宣誓，余必遵守憲法，盡忠職務，增進人民福利，保衛國家，無負國民付託。如違誓言，願受國家嚴厲之制裁。謹誓。 | ” |

新任總統宣誓完畢後，並由立法院院長依《印信條例》規定授與國璽與總統之印，代表國家權力象徵及政權之傳承。
最近一次中華民國總統就職典禮於2024年5月20日舉行。

### 罷免及彈劾
中華民國總統的解職方法除自行辭職外，尚有罷免及弹劾二種。
依據《憲法增修條文》及《總統副總統選舉罷免法》規定，中華民國總統之罷免案需經全體立法委員四分之一以上提議，全體立法委員三分之二以上同意提出方成立；立法院並應在罷免案宣告成立後10日內，將罷免案連同罷免理由書及被罷免人答辯書移送中選會，而中選會應於收到立法院移送之罷免理由書及答辯書次日起20日內進行公告、60日內進行公民投票，罷免投票人資格與選舉人資格相同。罷免公投同樣採絕對多數決，若有效票過半數同意罷免時，罷免案即告通過，被罷免的總統須在中選會公告選舉結果後即行解職，且在此後四年內不得登記為總統候選人；若罷免案未通過，則在該任總統任期內，不得再提出罷免案。最近一次中華民國總統罷免案於2012年5月14日對第12任總統馬英九提出，惟因未通過立法院程序委員會表決而不成案。
依據《憲法增修條文》規定，中華民國總統之彈劾案需經全體立法委員二分之一以上提議，全體立法委員三分之二以上同意，聲請司法院大法官組成憲法法庭審理，若經判決成立，被彈劾的總統須即行解職。截至目前為止，仍未有總統被正式提起彈劾。

### 代理及繼任
依據《憲法》及《憲法增修條文》規定，當中華民國總統因故不能視事（行使職權）時，由副總統代行其職權；總統、副總統均不能視事時，由行政院院長代行其職權。若總統因死亡、遭到罷免或彈劾而缺位時，由副總統繼任為總統，至總統任期屆滿為止；總統、副總統均缺位時，由行政院院長代行其職權，並在三個月內依《憲法增修條文》規定進行總統補選。若前任總統任滿解職時次任總統尚未選出，或選出後總統、副總統均未就職時，則亦由行政院院長代行總統職權。
自《憲法》公布施行至今，僅有第一任副總統李宗仁曾因時任總統蔣中正於1949年1月21日下野而代理總統一職，後蔣中正於1950年3月1日宣布復行視事，李代總統之任務自然解除。1975年4月5日，蔣中正在第五任總統任內逝世，時任副總統嚴家淦遂繼任為總統；1988年1月13日，蔣經國在第七任總統任內逝世，由時任副總統李登輝繼任為總統。

## 職權及附屬機關

### 職權
依據《憲法》、《憲法增修條文》及《國防法》等相關法令之規定，中華民國總統為國家元首，對外代表中華民國；中華民國總統同時也是三軍統帥，得依法行使統帥權統率全國陸、海、空軍，並得依《憲法》規定行使締結條約及宣戰、媾和之權。
中華民國總統得依《憲法》、《憲法增修條文》及《中央法規標準法》規定公布由立法院通過的法律、發布命令，並得經行政院會議之決議發布緊急命令，惟須於發布後10日內提交立法院追認。在《憲法增修條文》公布施行後，歷年來僅有李登輝因921大地震於1999年9月發布過緊急命令。
當戰爭或叛亂發生時，中華民國總統得依《憲法》及《戒嚴法》規定宣布戒严，但須經立法院之通過或追認；立法院認為必要時，得決議移請總統解嚴。自《憲法》公布施行後，歷年來共有蔣中正和李宗仁因第二次国共内战分別於1948年12月和1949年7月二次發布全國戒嚴令。
中華民國總統得依《憲法》及《赦免法》規定行使大赦、特赦、减刑及復權之權。自《憲法》公布施行至今，歷任總統共特赦四次、對特定對象減刑八次、以罪犯減刑條例一般性減刑五次。
中華民國總統得依《憲法》、《憲法增修條文》、《公務人員任用法》及《陸海空軍軍官士官任官條例》等法規定任免文、武官員：例如行政院院長由總統直接任命；行政院副院長、各部會首長和政務委員由行政院院長提請總統任命；司法院院長及副院長、司法院大法官、考試院院長及副院長、考試委員、監察院院長及副院長、監察委員、監察院審計長由總統提名、經立法院行使同意權後任命，各機關初任簡任、薦任、委任官等公務人員經銓敘部銓敘審定合格後簽請總統任派，以及軍職少将、中將編階人員官職異動經核定者、依法經核定追晉或追贈軍階者由主管機關報請總統任免等等。
中華民國總統得依《憲法》、《勳章條例》及《褒揚條例》規定授與榮典，包括授予勳章，以及明令褒揚、題頒匾額等。
依據《憲法》規定，中華民國總統擁有「院際調解權」，即得在行政院、立法院、司法院、考試院、監察院等五院之間出現爭執時，召集各院院長會商解決。自《憲法》公布施行至今，僅有賴清德於2025年2月邀集五院院長會商國政，討論國內外政經局勢挑戰，並處理中央政府總預算案爭議、司法院大法官及獨立機關人事等問題。當行政院認為立法院通過的決議有窒礙難行之處時，得由行政院院長經總統之核可，在決議案送達該院10日內移請立法院覆議；另外，當立法院通過對行政院院長之不信任案時，總統得在諮詢立法院院長後宣告解散立法院。

### 附屬機關

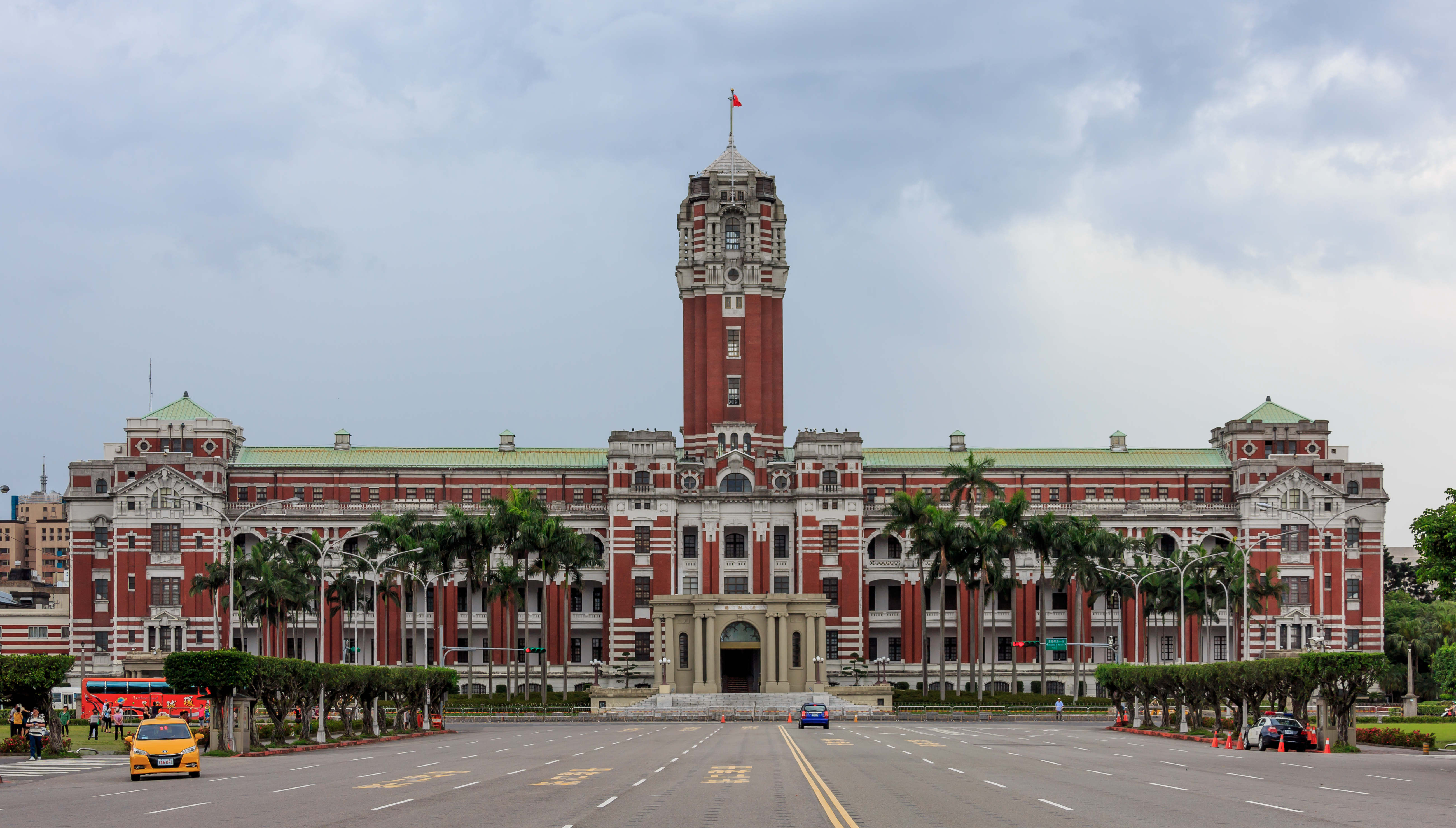
總統府建築現貌

因應行使職權需要，中華民國總統設有總統府為幕僚機關，其廳舍地點位於臺北市中正區。總統府設秘書長一人，職責為承總統之命綜理府務，並指揮、監督所屬職員；此外，總統府還設有由總統任命的資政、國策顧問和戰略顧問等職務，得向總統提供國家大計、戰略及有關國防事項之意見。目前總統府下設有3局、3室，另有中央研究院、國史館及國父陵園管理委員會為總統府之附屬機關。
國家安全會議（通稱國安會）為中華民國總統決定國防、外交、兩岸關係及國家重大變故等與國家安全有關大政方針之諮詢機關，前身為1952年設立的國防會議，在1966年3月《臨時條款》第三次修訂後改設動員戡亂時期國家安全會議，至1991年依《憲法增修條文》規定改組為國家安全會議，1993年正式法制化。國安會以總統為主席，設秘書長一人，職責為承總統之令，依國安會之決議處理會務，並指揮、監督所屬職員；此外，還設有諮詢委員一職，由總統特聘之。目前國安會下設有秘書處，另有國家安全局（通稱國安局）為國安會之附屬機關。

## 待遇

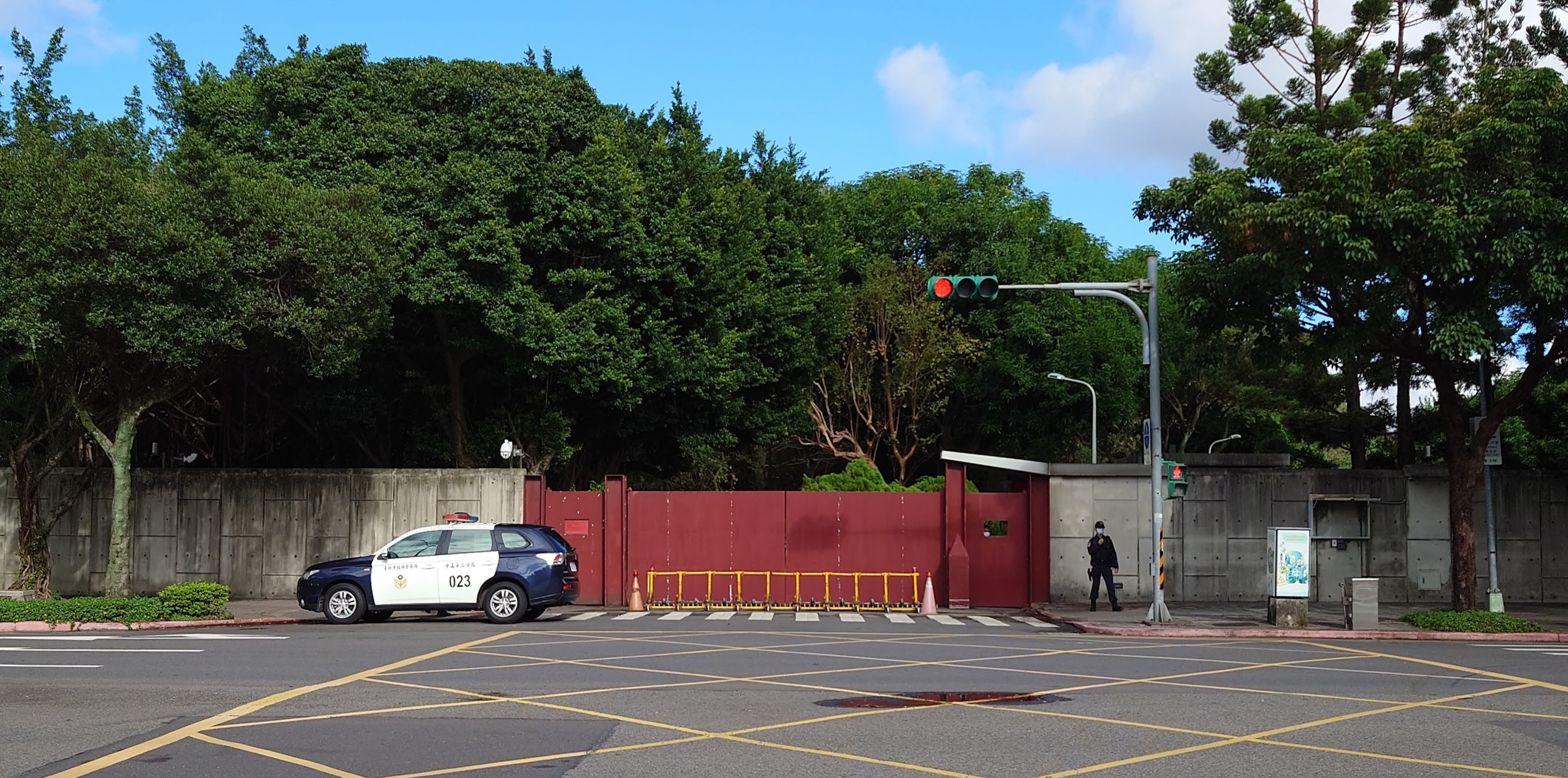
總統官邸1號門，專供元首進出官邸使用

依據《憲法》第52條規定，中華民國總統具有刑事豁免權，即除犯內亂或外患罪外，非經罷免或解職，不受刑事上之訴究。
依據《公務人員俸給法》及《總統副總統待遇支給條例》規定，中華民國總統之月俸為俸點2,700點，此外並有政務加給，數額由行政院定之，目前兩者數額共計折合新臺幣54萬6970元。
卸任後，中華民國總統依《卸任總統副總統禮遇條例》規定將享有每月新臺幣25萬元的禮遇金；另外，在卸任後首年將享有每年新臺幣800萬元的辦公事務費，往後逐年遞減新臺幣100萬元，至第四年減為每年新臺幣500萬元後不再遞減；政府還將供應卸任總統保健醫療服務，並由國安局提供安全護衛8至12人。以上禮遇有效期間與該總統之任期相同。
依據《勳章條例》第三條規定，中華民國總統在職期間得佩帶國家最高榮譽勳章采玉大勳章。
中華民國總統官邸目前與總統府同樣位於臺北市中正區，自李登輝時期開始使用；因現任總統賴清德沿用其擔任副總統時的維安代號「萬里」，故又稱為「萬里寓所」。

## 象徵
中華民國統帥旗原稱國民政府主席旗、中華民國總統旗，1986年《陸海空軍軍旗條例》實施後改為現名，是中華民國總統統率全國陸、海、空軍之旗幟；中華民國統帥旗之長寬比例為3:2，以紅色為底，中置按旗幅三分之一的中華民國國徽，外加綴金黃色絲穗。
依據《陸海空軍軍旗條例施行細則》規定，中華民國統帥旗應與中華民國國旗共同陳設於總統辦公室辦公桌之正後方，中華民國國旗居右、中華民國統帥旗居左；中華民國總統於軍事單位禮堂內主持各種典禮時，主席臺之後方亦應陳設中華民國國旗與中華民國統帥旗，中華民國國旗居右、中華民國統帥旗居左。中華民國統帥旗之旗桿長度與國旗一致，其顏色為銀白色，旗桿頂為金色矛形。
另有中華民國總統之印，為其行使職權專用印章；該印為銀質、直柄式正方形，由立法院院長於其就職時授與。

## 歷任總統列表
| 任數          | 姓名   | 肖像   | 就任時黨籍 | 就任時黨籍                  | 任期 | 後續 | 資料出處                                                      |
| ------------- | ------ | ------ | ---------- | --------------------------- | --- | --- | ------------------------------------------------------------- |
| 1             | 蔣中正 | 蔣中正 | 中國國民黨 |                             | 1948年5月20日—1949年1月21日 | 由於內戰情勢日漸不利，在各方壓力下被迫於1949年1月發表《引退謀和書告》後下野，並依《憲法》規定由副總統李宗仁代行總統職權。 | :37                                                           |
| 1（代理）     | 李宗仁 | 李宗仁 | 中國國民黨 |                             | 1949年1月21日—1950年3月1日 | 1949年11月，在內戰情勢底定、國府撤往臺北的情況下，以醫治胃疾為由搭機飛往香港，旋飛美国，自此不曾回到中華民國政府控制區，期間由行政院院長阎锡山主持中樞軍政事宜。後蔣中正於1950年3月發表《復行視事文告》、宣布復行視事，李代總統之任務自然解除。在持續未歸國履行副總統職務的情況下，監察院於1952年1月以違法失職為由提案彈劾李，並向國民大會提出；1954年3月，國民大會依《總統副總統選舉罷免法》表決通過罷免其副總統之職務，副總統之位遺缺至次屆選舉。 | [ 7 ] [ 82 ] [ 91 ] [ 92 ] [ 93 ] [ 94 ] [ 95 ] [ 96 ] [ 97 ] |
| 1（復行視事） | 蔣中正 | 蔣中正 | 中國國民黨 |                             | 1950年3月1日—1954年5月20日 | 後於1954年3月22日舉行的第二任總統選舉中搭檔同黨籍的陳誠擊敗中國民主社會黨籍對手徐傅霖（副總統搭檔為同黨籍的石志泉），連任總統。 | [ 79 ] [ 7 ] [ 98 ] [ 99 ]                                    |
| 2             | 蔣中正 | 蔣中正 | 中國國民黨 | 1954年5月20日—1960年5月20日 | 依原《憲法》規定，總統僅可連任一次，即蔣不得參與次屆選舉；但經國民大會修改《臨時條款》、凍結《憲法》中對總統連任之限制後，蔣方得以參與於1960年3月21日舉行的第三任總統選舉（副總統搭檔為陳誠），並在採等额选举形式，且得票超過半數的情況下於第一輪選舉自動當選，二度連任總統。                                           | [ 79 ] [ 7 ] [ 100 ] [ 101 ] [ 102 ] [ 103 ] [ 104 ] |                                                               |
| 3             | 蔣中正 | 蔣中正 | 中國國民黨 | 1960年5月20日—1966年5月20日 | 後於1966年3月21日舉行的第四任總統選舉中搭檔同黨籍的嚴家淦，以等額選舉形式、且得票超過半數的情況下於第一輪選舉自動當選，三度連任總統。副總統陳誠於1965年3月5日逝世，副總統之位遺缺至次屆選舉。 | [ 79 ] [ 7 ] [ 105 ] [ 106 ] [ 107 ] [ 108 ] |                                                               |
| 4             | 蔣中正 | 蔣中正 | 中國國民黨 | 1966年5月20日—1972年5月20日 | 蔣於1972年3月21日舉行的第五任總統選舉中搭檔嚴家淦，以等額選舉形式、且得票超過半數的情況下於第一輪選舉自動當選，四度連任總統。 | [ 79 ] [ 7 ] [ 109 ] [ 110 ] [ 111 ] |                                                               |
| 5             | 蔣中正 | 蔣中正 | 中國國民黨 | 1972年5月20日—1975年4月5日  | 蔣中正於1975年4月5日逝世，總統一職依法由時任副總統嚴家淦繼任，副總統之位則遺缺至次屆選舉。 | [ 7 ] [ 112 ] [ 113 ] [ 114 ] |                                                               |
| 5（繼任）     | 嚴家淦 | 嚴家淦 | 中國國民黨 |                             | 1975年4月6日—1978年5月20日 | 第六任總統選舉於1978年3月21日舉行，由國民黨籍的蔣經國（副總統搭檔為同黨籍的謝東閔），以等額選舉形式、且得票超過半數的情況下於第一輪選舉自動當選為總統。 | [ 79 ] [ 49 ] [ 115 ]                                         |
| 6             | 蔣經國 | 蔣經國 | 中國國民黨 |                             | 1978年5月20日—1984年5月20日 | 後於1984年3月21日舉行的第七任總統選舉中搭檔同黨籍的李登輝，以等額選舉形式、且得票超過半數的情況下於第一輪選舉自動當選，連任總統。 | [ 79 ] [ 50 ] [ 116 ]                                         |
| 7             | 蔣經國 | 蔣經國 | 中國國民黨 | 1984年5月20日—1988年1月13日 | 蔣經國於1988年1月13日逝世，總統一職依法由時任副總統李登輝繼任，副總統之位則遺缺至次屆選舉。 | [ 50 ] [ 117 ] [ 118 ] [ 119 ] |                                                               |
| 7（繼任）     | 李登輝 | 李登輝 | 中國國民黨 |                             | 1988年1月13日—1990年5月20日 | 後於1990年3月21日舉行的第八任總統選舉中搭檔同黨籍的李元簇，以等額選舉形式、且得票超過半數的情況下於第一輪選舉正式當選為總統，形同連任。 | [ 120 ] [ 121 ] [ 122 ] [ 33 ]                                |
| 8             | 李登輝 | 李登輝 | 中國國民黨 | 1990年5月20日—1996年5月20日 | 後於1996年3月23日舉行的第九任總統選舉中搭檔同黨籍的連戰擊敗民主進步黨籍對手彭明敏（副總統搭檔為同黨籍的謝長廷）、無黨籍對手林洋港（副總統搭檔為無黨籍的郝柏村）和陳履安（副總統搭檔為無黨籍的王清峰）連任總統，並為首任全民直選之總統。                                                                                 | [ 34 ] [ 35 ] [ 33 ] |                                                               |
| 9             | 李登輝 | 李登輝 | 中國國民黨 | 1996年5月20日—2000年5月20日 | 第十任總統選舉於2000年3月18日舉行，由民進黨籍的陳水扁（副總統搭檔為同黨籍的呂秀蓮）擊敗國民黨籍對手連戰（副總統搭檔為同黨籍的蕭萬長）、無黨籍對手宋楚瑜（副總統搭檔為無黨籍的張昭雄）和許信良（副總統搭檔為新黨籍的朱惠良）以及新黨籍對手李敖（副總統搭檔為同黨籍的馮滬祥）當選為總統，是中華民國行憲後第一次政黨輪替。 | [ 37 ] [ 38 ] [ 33 ] |                                                               |
| 10            | 陳水扁 | 陳水扁 | 民主進步黨 |                             | 2000年5月20日—2004年5月20日 | 後於2004年3月20日舉行的第十一任總統選舉中搭檔呂秀蓮二度擊敗國民黨籍對手連戰（副總統搭檔為親民黨籍的宋楚瑜），連任總統。本次選舉兩組候選人得票率僅差0.22%，差距為歷年最低。 | [ 36 ] [ 123 ]                                                |
| 11            | 陳水扁 | 陳水扁 | 民主進步黨 | 2004年5月20日—2008年5月20日 | 第十二任總統選舉於2008年3月22日舉行，由國民黨籍的馬英九（副總統搭檔為同黨籍的蕭萬長）擊敗民進黨籍對手謝長廷（副總統搭檔為同黨籍的蘇貞昌）當選為總統，是中華民國行憲後第二次政黨輪替。 | [ 39 ] [ 36 ] |                                                               |
| 12            | 馬英九 | 馬英九 | 中國國民黨 |                             | 2008年5月20日—2012年5月20日 | 後於2012年1月14日舉行的第十三任總統選舉中搭檔同黨籍的吳敦義擊敗民進黨籍對手蔡英文（副總統搭檔為同黨籍的蘇嘉全）及親民黨籍對手宋楚瑜（副總統搭檔為同黨籍的林瑞雄），連任總統。 | [ 124 ] [ 125 ]                                               |
| 13            | 馬英九 | 馬英九 | 中國國民黨 | 2012年5月20日—2016年5月20日 | 第十四任總統選舉於2016年1月16日舉行，由民進黨籍的蔡英文（副總統搭檔為無黨籍的陳建仁）擊敗國民黨籍對手朱立倫（副總統搭檔為無黨籍的王如玄）及親民黨籍對手宋楚瑜（副總統搭檔為民國黨籍的徐欣瑩）當選為總統，是中華民國行憲後第三次政黨輪替。                                                                               | [ 124 ] [ 40 ] [ 126 ] [ 127 ] [ 128 ] [ 129 ] |                                                               |
| 14            | 蔡英文 | 蔡英文 | 民主進步黨 |                             | 2016年5月20日—2020年5月20日 | 後於2020年1月11日舉行的第十五任總統選舉中搭檔同黨籍的賴清德擊敗國民黨籍對手韓國瑜（副總統搭檔為無黨籍的張善政）及親民黨籍對手宋楚瑜（副總統搭檔為無黨籍的余湘），連任總統。本次選舉民進黨籍候選人組合得票達817萬餘票，得票數為目前公民直選總統以來最高。 | [ 130 ] [ 131 ] [ 132 ] [ 133 ]                               |
| 15            | 蔡英文 | 蔡英文 | 民主進步黨 | 2020年5月20日—2024年5月20日 | 第十六任總統選舉於2024年1月13日舉行，由民進黨籍的賴清德（副總統搭檔為同黨籍的蕭美琴）擊敗國民黨籍對手侯友宜（副總統搭檔為同黨籍的趙少康）及台灣民眾黨籍對手柯文哲（副總統搭檔為同黨籍的吳欣盈）當選為總統，是公民直選總統以來首次有政黨執政超過八年。                                                                   | [ 41 ] [ 42 ] [ 134 ] |                                                               |
| 16            | 賴清德 | 賴清德 | 民主進步黨 |                             | 2024年5月20日至今 | 第十六任總統就職典禮於2024年5月20日舉行。 | [ 135 ]                                                       |

## 外部連結
- 中華民國總統府（页面存档备份，存于） （繁體中文）
- 中華民國總統府 現任總統與副總統（页面存档备份，存于） （繁體中文）